# Evropská kosmická agentura

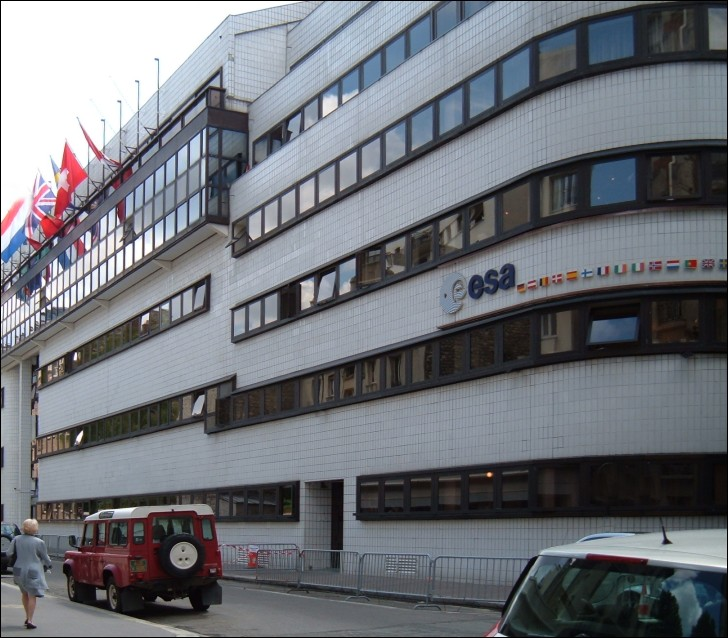
Sídlo ESA v Paříži

Evropská kosmická agentura (European Space Agency, ESA; Agence spatiale européenne, ASE) je mezivládní organizace pro využití vesmíru, která má v současnosti 22 členských států včetně České republiky. Sídlo jejího ředitelství je v Paříži a její jednotlivá centra jsou ve zbytku Evropy. Zaměstnává zhruba 2 000 zaměstnanců (včetně subdodavatelů a zaměstnanců jednotlivých státních kosmických agentur) a v současnosti má roční rozpočet přibližně 7 miliard €.
Kosmodromem ESA je Guyanské kosmické centrum v Kourou v jihoamerické Francouzské Guyaně, díky jejíž blízkosti k rovníku může snadno dosáhnout komerčně důležité oběžné dráhy. Díky spolehlivému a výkonnému nosiči Ariane 4 ESA získala důležité místo na trhu kosmických dopravců posílené v současnosti novou výkonnou raketou Ariane 5. V posledních letech se ESA stala druhým nejvýznamnějším hráčem na poli kosmického výzkumu spolu s NASA. Je to také třetí největší kosmická agentura na světě.

## Historie
ESA byla zřízena Úmluvou o založení ESA ze dne 30. května 1975. V nové agentuře byly sjednoceny Evropská organizace pro výzkum vesmíru (ESRO – European Space Research Organisation) a Evropská organizace pro vývoj startovacích zařízení (ELDO – European Launch Development Organisation), která se stala její součástí pod názvem Evropské centrum výzkumu vesmíru a technologií (ESTEC - European Space Research and Technology Centre).

## Členské státy, rozpočet a organizační struktura

členské státy ESA
kooperující státy (ECS)
státy s podepsanou dohodou o spolupráci

Členy ESA je dvacet dva států: Belgie, Česko, Dánsko, Estonsko, Finsko, Francie, Irsko, Itálie, Lucembursko, Maďarsko, Německo, Nizozemsko, Norsko, Polsko, Portugalsko, Rakousko, Řecko, Rumunsko, Španělsko, Švédsko, Švýcarsko a Velká Británie.
Přidruženými členy jsou  Lotyšsko, Litva, Slovensko a Slovinsko.
Čtyři další státy EU (Bulharsko, Chorvatsko, Kypr a Malta) mají s ESA podepsané smlouvy o spolupráci PECS (trvání pět let), která jim umožňuje zapojení se do většiny programů a je předstupněm k plnému členství.
Kanada, která díky své formální příslušnosti k britskému Společenství národů má úzké vztahy s Evropou, je od roku 1979 spolupracující zemí a zapojuje se do vybraných projektů ESA na základě vzájemných smluv. ESA také spolupracuje s Evropskou unií, na které ale je formálně nezávislá.
Česko začalo o plném členství v ESA vyjednávat v červnu 2007 a stalo se plnohodnotným členem dne 12. listopadu 2008.
Rozpočet ESA na rok 2006 byl schválen členskými státy na ministerské konferenci v prosinci 2005 v Berlíně ve výši necelé €3 miliardy. Jedná se sice o druhý největší rozpočet kosmické agentury po NASA, ale v porovnání s americkým kosmickým programem je zhruba jen čtvrtinový (rozpočet NASA je přibližně €13 miliard). Na druhou stranu má ale většina členských zemí svůj vlastní kosmický program, takže celkové výdaje na kosmický výzkum jsou v Evropě téměř dvojnásobné a některé projekty (jako např. navigační systém Galileo) jsou také finančně podpořeny EU.
V roce 2011 se rozpočet zvýšil na 3,9 miliardy €. Český podíl byl 10,4 milionu €. Pro rok 2024 byl sestaven rozpočet ve výši 7,89 miliardy € a příspěvek ČR byl 48,4 milionu € (0,9 %).

## Specializovaná střediska
Centrála agentury je umístěna v Paříži. ESA vybudovala postupem času několik specializovaných středisek.

### ESTEC
V nizozemském Noordwijku je umístěno vývojové středisko pro satelitní technologie (angl. European Space Research and Technology Centre — ESTEC). Je vzdáleno od amsterodamského letiště 45 minut jízdy autem. Pracuje zde 1 600 odborníků, z nichž je pět Čechů. Zde byly zkoušeny dvě automatické lodě ATV, které dopravily materiál na vesmírnou stanici ISS.

### ESOC
V německém Darmstadtu je umístěno Evropské středisko vesmírných operací (angl. European Space Operations Centre — ESOC), odkud jsou řízeny družice a kosmické sondy.

### EAC
Evropské středisko astronautů (angl. European Astronaut Centre — EAC) se nachází rovněž v Německu, v Kolíně nad Rýnem. Zajišťuje výběr, výcvik a podporu astronautů a řídicího personálu.

### ESRIN
Nedaleko Říma, ve městě Frascati, se nachází výzkumné středisko (angl. European Space Research Institute — ESRIN), jehož úkolem je mimo jiné shromažďovat, ukládat a dále distribuovat data z družic a sond. Bylo založeno roku 1966 a do provozu uvedeno o pět let později. V roce 2004 převzalo funkci ústředního střediska pro dálkový průzkum naší planety. Mimo to zajišťuje hospodářskou agendu ESA, odtud jsou zadávány soutěže, zakázky a je zde spravována webová prezentace ESA. Dále má na starost vše kolem nové kosmické rakety VEGA.

## Členství České republiky
Dne 18. června 2008 proběhlo hlasování o vstupu Česka do ESA, během kterého byla jednomyslně vyjádřena podpora jejímu vstupu do organizace, do prosince probíhala ratifikace smluv a začleňování. Dne 8. července 2008 byla smlouva o přistoupení Česka k ESA podepsána. Za ČR byl signatářem český premiér Mirek Topolánek, za ESA její generální ředitel Jean-Jacques Dordain. Dohodu 18. září 2008 schválil Senát Parlamentu České republiky, 25. září také poslanecká sněmovna a v říjnu 2008 ji podepsal prezident ČR Václav Klaus.
Dne 12. listopadu 2008 se Česká republika stala plnohodnotným členem organizace uložením smlouvy na francouzském ministerstvu zahraničí v Paříži. 14. listopadu 2008 byla česká státní vlajka vztyčena po boku vlajek ostatních členských států před budovami Evropské kosmické agentury.
V roce 2011 se Česká republika podílela na projektech družic Swarm, Proba 2 a na přípravě atomových hodin pro ISS. Trojice satelitů Swarm i s českými přístroji odstartovala v listopadu 2013 na oběžnou dráhu Země.
Od roku 2018 se čeští vědci a technici podílejí na přípravě sondy Plato, která bude hledat exoplanety v systémech podobných naší Sluneční soustavě. Start sondy je plánován na rok 2026.

## Program ESA
ESA vysílá své astroonauty na základě smluv s Roskosmosem loděmi Sojuz k vesmírné stanici ISS. Provozuje rakety Ariane, které vynášejí kosmické družice na oběžnou dráhu. Vypouštěla ATV, která sloužila jako zásobovací vesmírná loď pro ISS. ESA společně s NASA provozovala laboratoř Spacelab, kterou vynášel raketoplán Space Shuttle.

### Moduly mezinárodní kosmické stanice ISS
- Columbus – vědecký modul stanice ISS
- Automated Transfer Vehicle – automatická zásobovací kosmická loď
- ERA – robotická manipulační paže
- Cupola – prosklený výklenek umožňující výhled na ISS zvenku

### Projekty průzkumu planetyZemě
- Earth explorers - soubor projektů pro průzkum planety Země. 
  - CryoSat - průzkum a výzkum kryosféry, zmrzlé vody ve formě sněhu, ledovců, plovoucích ker či trvale zmrzlé půdy.
  - GOCE - vytvoření modelu gravitačního pole ve vysokém rozlišení.
  - ADM-Aeolus - zmapování globálního rozložení a pohybu vzdušných mas.
  - EarthCARE - pro pochopení vztahů mezi oblačností, radiací a aerosolem a k odhalení procesů, jakými se podílejí na globálním klimatu.
  - Swarm - průzkum magnetického pole Země.[12]
- Copernicus
  - Sentinel-1 - průzkum povrchu Země za pomocí radaru.[13]
  - Sentinel-2 - sledování stavu lesů a zemědělství za použití multispektrální kamery s vysokým rozlišením.[14]
  - Sentinel-3 - průzkum oceánů, ledové pokrývky a atmosféry.[15]
  - Sentinel-4 - sledování stavu atmosféry.[16]
  - Sentinel-5P - dočasná náhrada za družici Envisat pokrývající období do vypuštění Sentinelu-5.[16]
  - Sentinel-5 - sledování stavu atmosféry.[16]
  - Sentinel-6 - průzkum topografie oceánů za pomocí radarového výškoměru.[17]

### Výzkum sluneční soustavy
- Giotto (1985) – sonda určená k pozorování Halleyovy komety
- Huygens (1997) – přistávací modul určený k průzkumu Saturnova měsíce Titanu
- Mars Express (2003) – sonda zkoumající planetu Mars s neúspěšným přistávacím modulem
- SMART-1 (2003) – experimentální technologická sonda zkoumající Měsíc
- Rosetta (2004) – sonda určená k výzkumu komety s přistávacím modulem
- Venus Express (2005) – sonda určená k průzkumu planety Venuše
- Don Quijote (zrušeno, plánováno na 2015) – soubor dvou sond určených k pokusnému odklonu dráhy blízkozemní planetky
- BepiColombo (2018) – sonda určená k výzkumu planety Merkur
- v rámci programu Aurora
  - ExoMars (2016-2020) – mise roveru určeného k hledání stop života na Marsu, součástí geofyzikální modul
  - Mars Sample Return – soubor několika sond a přistávacího modulu určených k dopravě vzorků půdy z Marsu zpět na Zemi (plánováno na 2020–2022, v roce 2012 zrušeno)

## Vědecké projekty
- Planck – kosmický dalekohled k průzkumu reliktního záření vesmíru, výrazně přispěl ke zpřesnění stáří vesmíru (2009-2013)
- LISA Pathfinder – družice k ověření principů funkce hlavních zařízení projektu eLISA (2015-2017)
- Evolved Laser Interferometer Space Antenna (eLISA) – družice k měření gravitačních vln (plánováno 2034)

### Navigační a bezpečnostní systémy ve spolupráci sEU
- EGNOS – systém vyhodnocující přesnost navigačních systémů GPS a Glonass
- Galileo – globální satelitní navigační systém
- Copernicus – satelitní systém monitorující životní prostředí a bezpečnost